# Gereb Mihiz
Gereb Mihiz est un réservoir qui se trouve dans le woreda de Hintalo Wajirat au Tigré en Éthiopie. Le barrage a été construit en 1998 par SAERT.

## Caractéristiques du barrage
- Hauteur : 17,5 mètres
- Longueur de la crête : 403 mètres
- Largeur du déversoir : 15 mètres

## Capacité
- Capacité d’origine : 1 300 000 m3
- Tranche non-vidangeable : 325 000 m3
- Superficie : 30 ha

En 2002, l’espérance de vie du réservoir (la durée avant qu’il ne soit rempli de sédiments) était estimée à 21 annéesannées.

## Irrigation
- Périmètre irrigué planifié : 80 ha
- Aire irriguée réellement en 2002 : 38 ha

## Environnement
Le bassin versant du réservoir a une superficie de 17,16 km2, un périmetre de 20,38 km, et une longueur de 4 910 mètres. Le réservoir subit une sédimentation rapide,. La lithologie du bassin est composée de Dolérite de Mekelle et Schiste d’Agula. Une partie des eaux du réservoir est perdue par percolation ; un effet secondaire et positif est que ces eaux contribuent à la recharge des aquifères.